# Vassily Krestovsky
Vassily Krestovsky (ou Vassili Krestovsky ou Basile Krestovsky, Василий Всеволодович Крестовский) est un peintre et sculpteur russe né à Saint-Pétersbourg le 4 octobre 1889 et mort le 30 décembre 1914 dans les tranchées de Craonne dans l'Aisne.

## Biographie
Vassily Krestovsky est le fils du critique littéraire et homme de lettres russe Vsevolod Krestovski. Il émigre à Paris pour des raisons politiques dans les années 1900. Il fréquente l'atelier de Jean-Paul Laurens à l'Académie Julian puis celui de Maurice Denis et Paul Sérusier à l'Académie Ranson. Il est également l'élève d'Antoine Bourdelle à l'académie de la Grande-Chaumière de 1913 à 1914. En février 1914, il épouse Lydie Ratner (Lydia Alexandrovna Ratner), une philosophe qu'il rencontre dans l'atelier parisien du photographe russe Maximitch.
Le 3 août 1914, alors que l'Allemagne déclare la guerre à la France, est né leur enfant, Igor Krestovsky (1914-1977).
Il s'engage dans la légion étrangère, incorpore le 2e régiment de marche du 2e étranger, et meurt au front en décembre 1914, le même jour qu'un autre élève de Bourdelle, Alexandre Vertepoff.
Lydie Krestovsky décide de réaliser un livre en hommage à son mari et sollicite la collaboration d'Antoine Bourdelle. Ce projet, lancé dès 1915, réunit l'éditeur Jacques Povolozky, Alexandre Mercereau, Bourdelle et est publié en 1922. Cet ouvrage comporte une préface et des dessins originaux de Bourdelle et vingt trois dessins de Krestovsky.

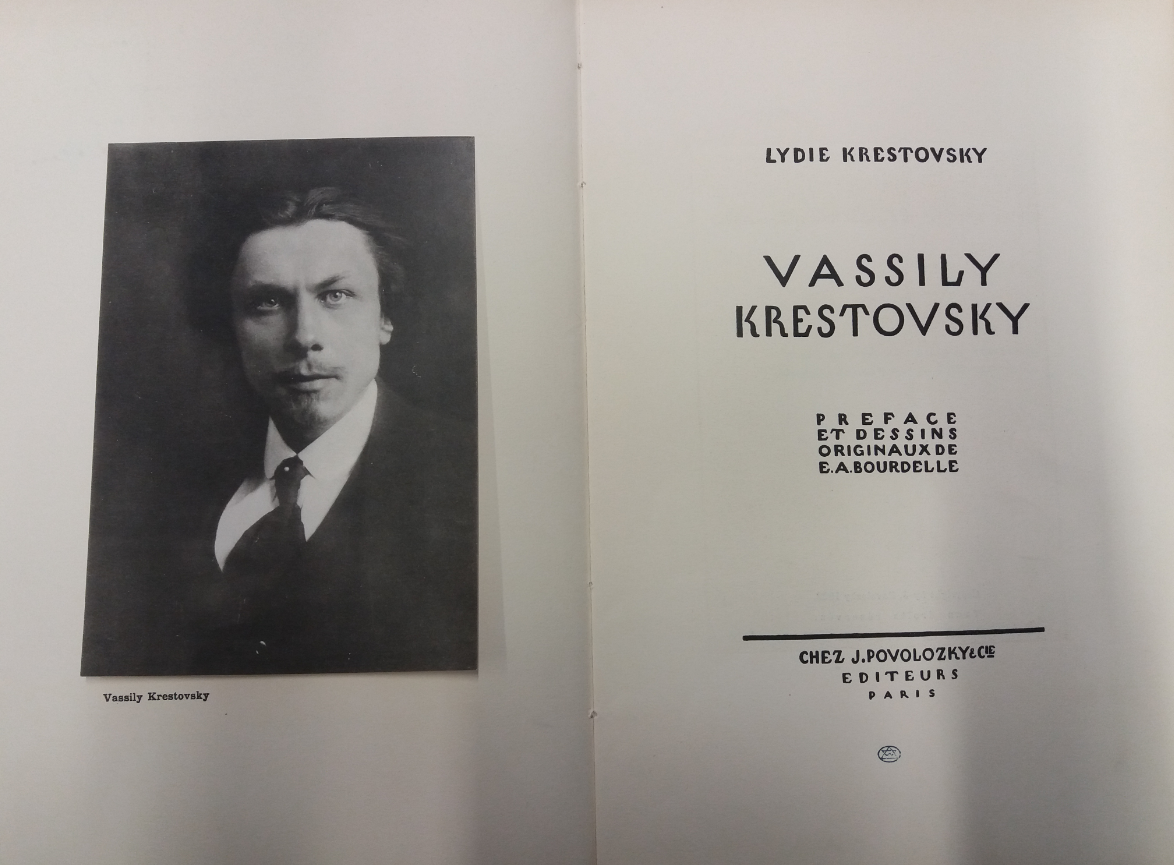
Frontispice (portrait photographique de Vassily Krestovsky) et page de titre (Lydie Krestovsky, Vassily Krestovsky, préface et dessins originaux de E.A. Bourdelle, Paris, J. Povolozky, 1922)